# 마쓰시로번
마쓰시로 번(일본어: 松代藩 마츠시로한[*])은 일본 에도 시대 시나노국 하니시나군 마쓰시로(현 나가노현 나가노시 마쓰시로정)에 있던 번이다. 시나노국 내에 있던 여러 번들 중에서 영지 규모가 가장 큰 번으로, 마쓰시로성을 거성으로 삼아 가와나카지마의 4개 군을 지배하였다.
마쓰시로번이 세워지기 이전에 존재했던 번으로, 성지(城地)는 다르지만 마쓰시로번과 동일한 영지를 지배했던 가와나카지마 번(川中島藩)도 있었다. 본 기사에서는 이 가와나카지마번에 관한 사항도 서술한다.

## 역대 번주

### 가와나카지마 번주
모리 가문(森氏)
1. 모리 다다마사(森忠政) 재위 1600년~ 1603년

나가사와 마쓰다이라 가문
1. 마쓰다이라 다다테루(松平忠輝) 재위 1603년 ~ 1610년

### 마쓰시로 번주
에치젠 마쓰다이라 가문
1. 마쓰다이라 다다마사(松平忠昌) 재위 1616년 ~ 1619년

사카이 사에몬노조 가문
1. 사카이 다다카쓰(酒井忠勝) 재위 1619년 ~ 1622년

사나다 가문
1. 사나다 노부유키(真田信之) 재위 1622년 ~ 1656년
2. 사나다 노부마사(真田信政) 재위 1656년 ~ 1658년
3. 사나다 유키미치(真田幸道) 재위 1658년 ~ 1727년
4. 사나다 노부히로(真田信弘) 재위 1727년 ~ 1736년
5. 사나다 노부야스(真田信安) 재위 1737년 ~ 1752년
6. 사나다 유키히로(真田幸弘) 재위 1752년 ~ 1798년
7. 사나다 유키타카(真田幸専) 재위 1798년 ~ 1823년
8. 사나다 유키쓰라(真田幸貫) 재위 1823년 ~ 1852년
9. 사나다 유키노리(真田幸教) 재위 1852년 ~ 1866년
10. 사나다 유키타미(真田幸民) 재위 1866년 ~ 1869년